# Yomeddine
Yomeddine (en español: Día del juicio) es una película dramática egipcia de 2018 dirigida por Abu Bakr Shawky basada en las relaciones de amistad.

## Sinopsis
Cuando era niño, Beshay fue abandonado por su familia en una colonia de leprosos en el norte de Egipto. La colonia es el lugar en el que ha pasado toda su vida. Tras la muerte de su esposa, y ya curado de la lepra, pero con cicatrices en el rostro y las manos, Beshay decide dejar todo lo que conoce e ir en busca de la familia que lo abandonó.

## Elenco
- Rady Gamal
- Ahmed Abdelhafiz

## Reconocimientos
Fue seleccionada para competir por la Palma de Oro en el Festival de Cannes 2018. En Cannes, ganó el premio François Chalais. Fue seleccionada como la entrada egipcia a la Mejor Película en Lengua Extranjera en la edición  91 de los Premios de la Academia, pero no fue nominada.